# Valle Aurina
Valle Aurina (en alemán: Ahrntal) es una localidad y comune italiana de la provincia de Bolzano, región de Trentino-Alto Adigio, con 5.697 habitantes.
Al estar situada en la frontera con Austria, el alemán era el idioma de 98,76 % de su población en 2011.

## Distribución de idiomas
Según el censo de 2011, la mayoría de los residentes (88 %) hablan alemán como lengua materna, el 12 % habla italiano de forma nativa.

## Evolución demográfica
| Gráfica de evolución demográfica de Valle Aurina entre 1861 y 2001 |
|                                                                    |
| Fuente ISTAT - elaboración gráfica de Wikipedia                    |

## Turismo
Ahrntal/Valle Aurina tiene dos estaciones de ski, Klausberg y Speikboden, que ofrecen 76 km de pistas entre las dos.